# Salat de fulla estreta
El blet moll, espinac de carn o salat de fulla estreta (Atriplex patula)és una espècie de planta amb flors ruderal i circumboreal, naturalitzada en moltes regions de clima temperat. Atriplex patula s'ha naturalitzat a Amèrica del Nord des del segle XVIII. És considerada una mala herba però que també és comestible i es pot utilitzar en fitoremediació per dessalinitzar terrenys. Planta considerada tradicionalment com emmenagoga, també usada tradicionalment en afeccions pulmonars i en cas d'histèria.

És una planta herbàcia anual d'erecta a procumbent, halòfita (que acumula sals, i també acumula seleni i monoica. Les fulles són de disposició alterna, llevat les molt pròximes, tenen pecíol i són de color verd per les dues cares; de formes ròmbiques-lanceolades a lanceolades-oblongues, senceres o dentades. Floreix de junt a agost amb flors poc vistoses. Les llavors són petites 1000 pesen 2,15 grams i una planta pot produir més de 10.000 llavors. Les llavors poden mantenir la viabilitat fins a 30 anys.